# Brantes
 Brantes  ist eine französische Gemeinde mit 86 Einwohnern (Stand 1. Januar 2022) im Département Vaucluse in der Region Provence-Alpes-Côte d’Azur.
Brantes liegt zwischen dem Mont Ventoux im Süden und der Drôme im Norden. Das Gemeindegebiet gehört zum Regionalen Naturpark Mont-Ventoux.

## Bevölkerungsentwicklung
| Jahr      | 1962 | 1968 | 1975 | 1982 | 1990 | 1999 | 2006 | 2018 |
| Einwohner | 100  | 90   | 85   | 85   | 63   | 65   | 80   | 88   |

## Sehenswürdigkeiten
- Burgruine der Herren von Les Baux
- Kirche Saint-Sidoine (1684)
- Kapelle Notre-Dame-de-Pitié (Anfang 18. Jahrhundert)
- Kapelle Saint-Roch
- Kapelle Saint-Jean-Baptiste (12. Jahrhundert)
- Brücke (13. Jahrhundert)

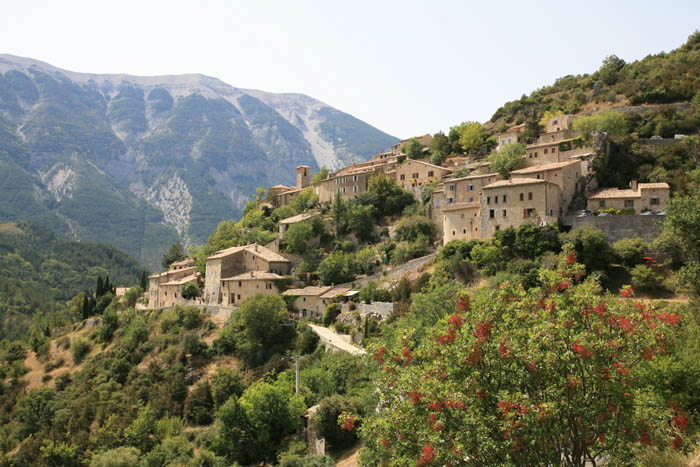
Brantes
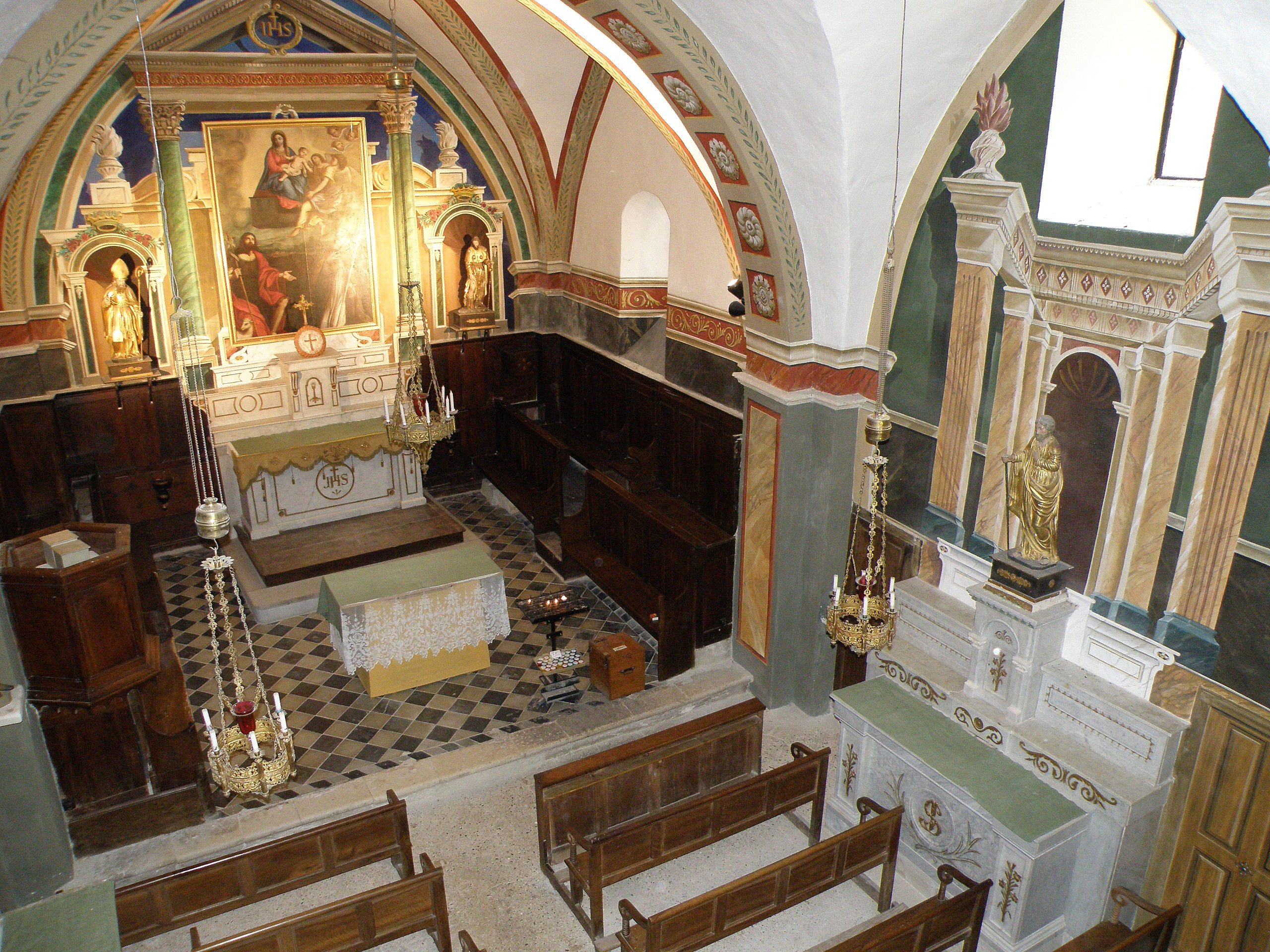
Kirche, Innenansicht
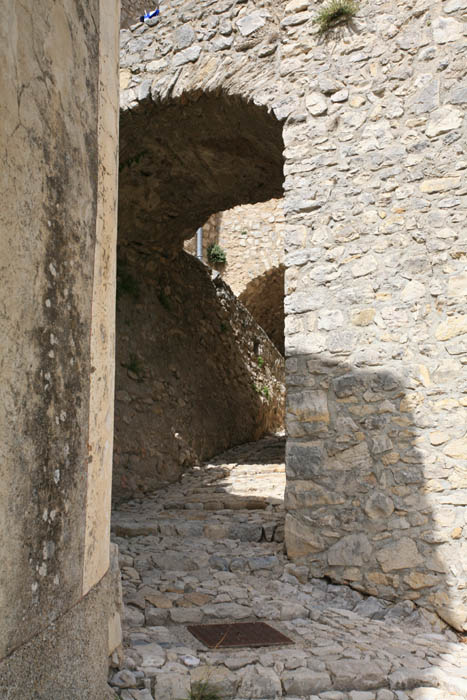
Steige